# Concarán
Concarán é uma cidade da Argentina, localizada na província de San Luis